# 建業路駅 (杭州市)
建業路駅（けんぎょうろえき）は、中華人民共和国浙江省杭州市浜江区江南大道と建業路の交差点に位置する杭州地下鉄6号線の駅。

## 歴史
- 2020年12月30日：開業[1]。

## 駅構造
島式ホーム1面2線を有する地下駅。誠業路側に引き上げ線が2線ある。
D出口の長い連絡通路内（引き上げ線の真上）に地下街が設けられている。

### のりば
案内上ののりば番号は設定されていない。
| 路線    | 方向 | 行先                           |
| ------- | ---- | ------------------------------ |
| ■ 6号線 | 下り | 桂花西路・双浦方面             |
| ■ 6号線 | 上り | 火車東站（東広場）・枸橘弄方面 |

（出典：杭州地下鉄：站内空间示意图）

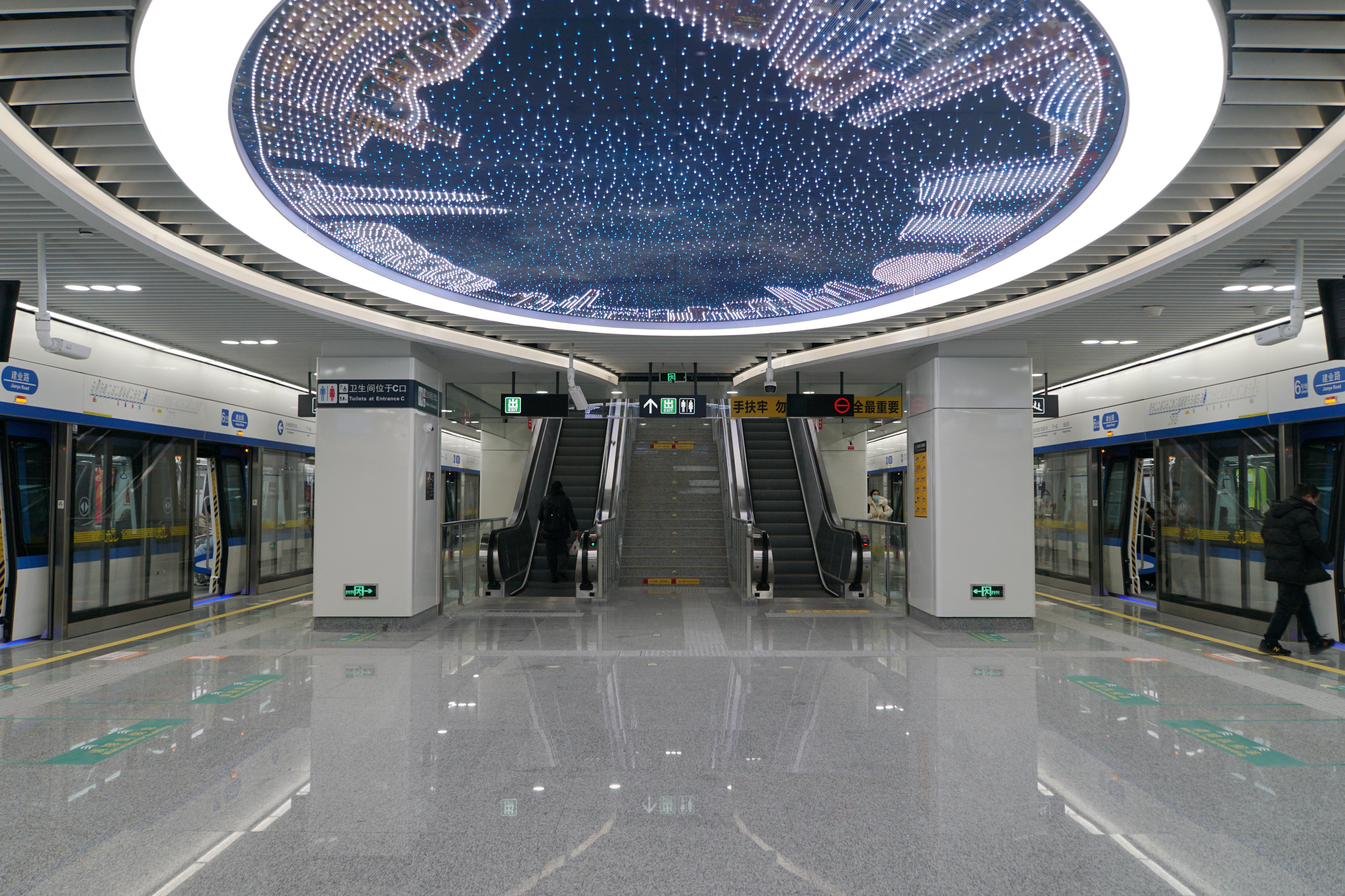
ホーム
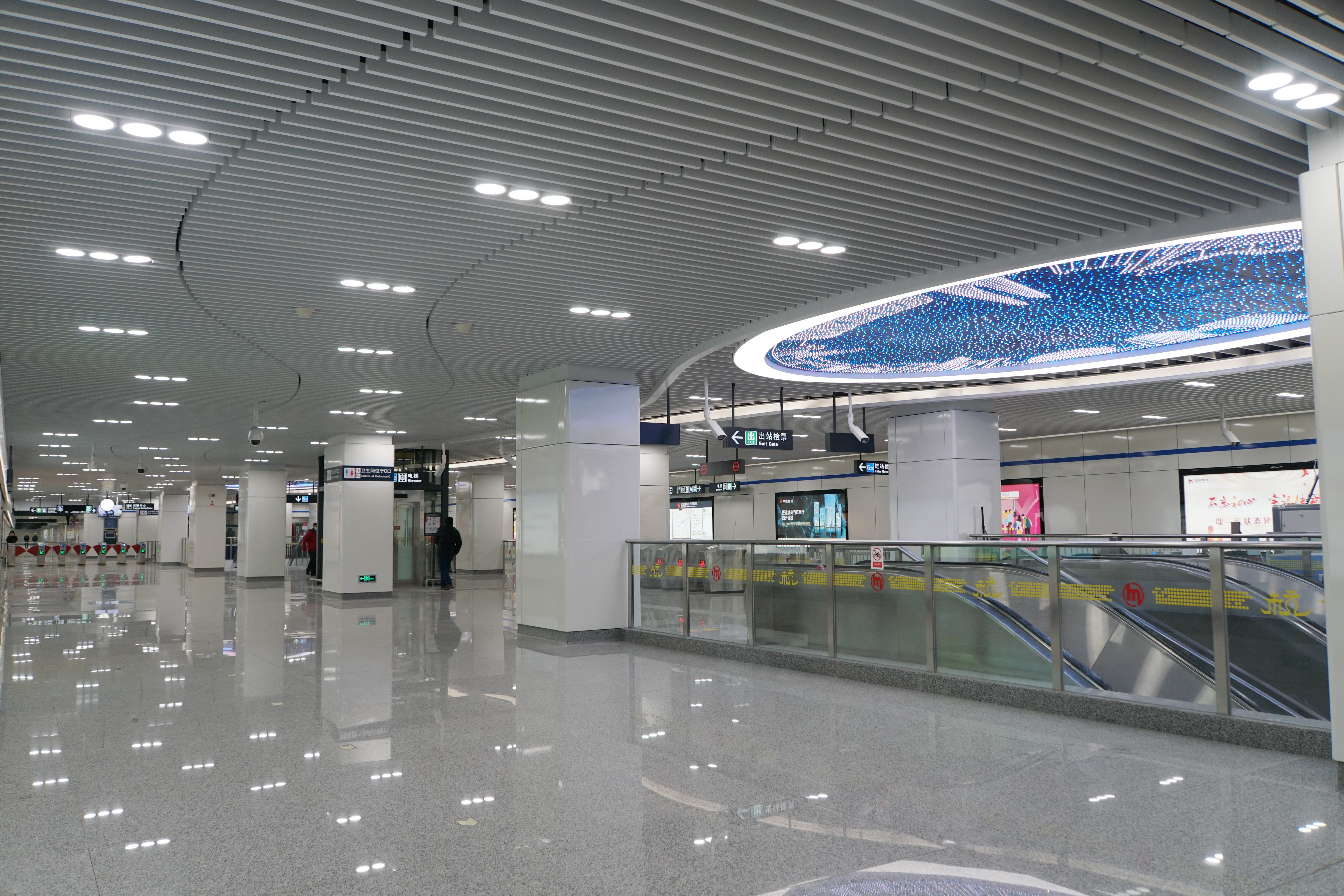
コンコース
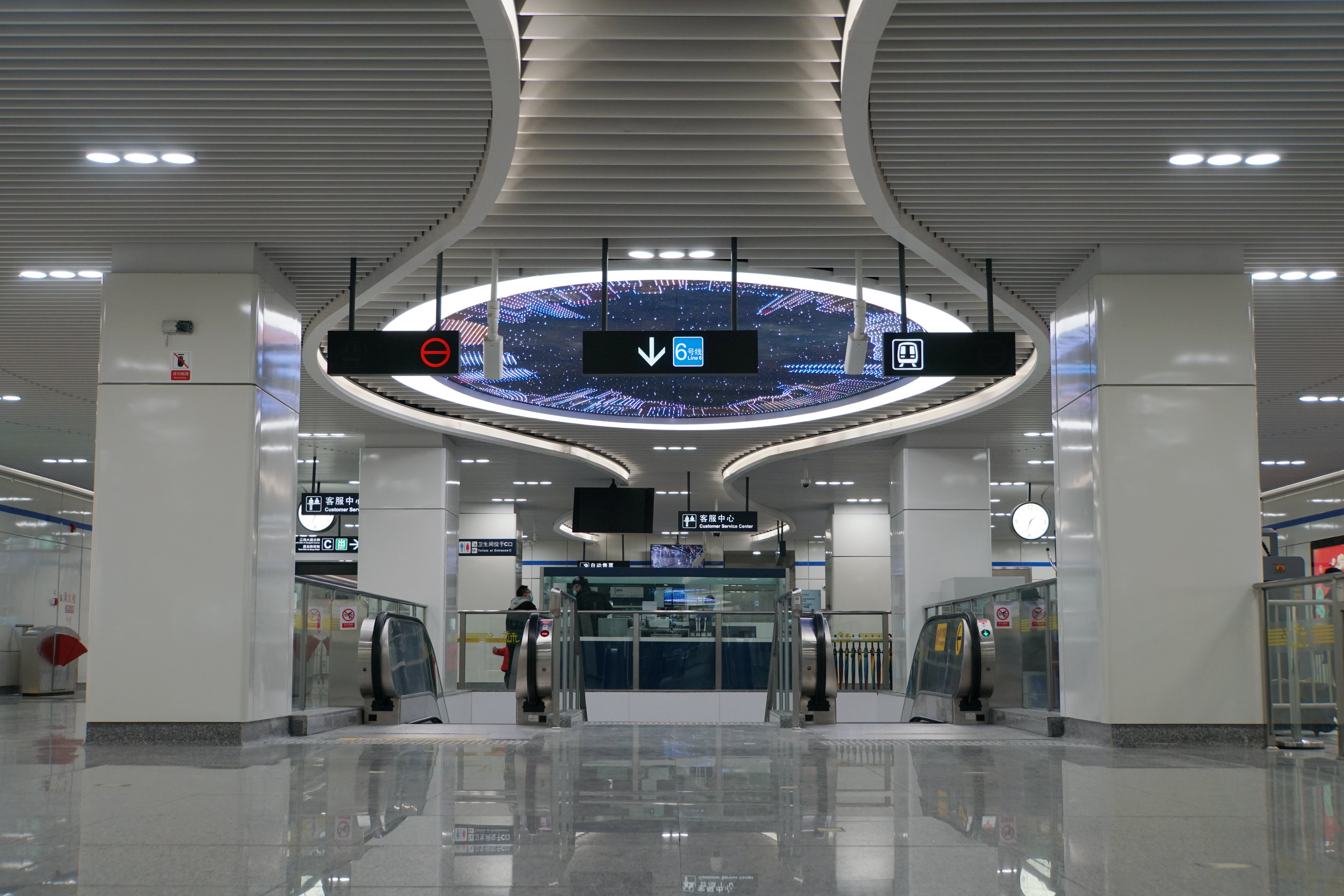
コンコース

## 駅周辺
- 杭州市浜江実験小学
- 杭州浜江青少年宮
- 浙江省級機関浜江幼児園
- 浙江血液中心
- 仁苑
- 浙江省食品薬品検験研究院
- 恒豊・七彩城
- 盛廬小区
- 浙江大学医学院附属児童医院
- 浙江科技大市場
- 華僑国際・先鋒ビル
- 元巣科技園
- 華業発展中心
- 華創ビル
- 華業科技園
- 柏盛ビル
- 華盛達広場

## 隣の駅
杭州地下鉄
■ 6号線
誠業路駅 - 建業路駅 - 長河駅